# Douglas Charles Clavering
Douglas Charles Clavering, född den 8 september 1794 i Edinburgh, Skottland, död hösten 1827 utanför västra Afrika, var en officer i brittiska Royal Navy och arktisk upptäcktsresande.

## Biografi
Clavering var äldste sonen till brigadgeneral Henry Mordaunt Clavering (1759–1850) och Lady Augusta Campbell (1760–1831), dotter till John Campbell, 5:e hertig av Argyll. Hans farfar var generallöjtnant John Clavering, som tjänat som överbefälhavare i Indien från 1774.
Han började redan i unga år att tjänstgöra i den brittiska flottan och utmärkte sig särskilt under slaget med USS Chesapeake i juni 1813. Hans tjänstgjorde sedan som löjtnant på krigsfartyget Spey i Medelhavet och utsågs 1821 till befälhavare på fartyget Pheasant vid Afrikas kust.
Clavering gjorde flera resor i forskningssyfte tillsammans med kapten Edward Sabine och gjorde bland annat omfattande observationer av riktningen och kraften hos Ekvatorialströmmen och Golfströmmen. Baserat på resultaten bestämde Board of Longitud att mätningarna skulle fortsättas så långt norrut som det var möjligt att segla.
För detta ändamål valdes briggen Griper, som var anpassad för arktiska resor och 1 mars 1823 utsågs Clavering till befälhavare.

### Arktisk resa 1823
Seglatsen startade den 11 maj och följde norska kusten till Lofoten och vidare till Hammerfest, där man slog läger för observationer. Griper seglade sedan vidare till Spetsbergen med en utvikning norrut till breddgraden 80° 21’ nord där man stoppades av packis.
Resan fortsatte mot Grönlands östra kust med ytterligare forskningsinsatser och bland annat observerade spår av bebyggelse. Såvitt bekant är Clavering den ende europé som haft kontakt med de sedermera utdöda nordöstgrönländska eskimåerna.
Griper fortsatte söderut längs kusten och återvände till norska kusten den 23 september och nådde Trondheim den 6 oktober där man avslutade sina observationer. Efter en stormig överfart återkom Griper till Deptford den 19 december.

### Försvinnande och död
I januari 1825 utsågs Clavering till befälhavare på brigg-slupen Redwing vid Västafrikanska skvadronen, med uppgift att bekämpa slavhandeln. Redwing avseglade från Sierra Leone i juni 1827 och sågs aldrig mer. Vraket spolades iland i november nära Mataceney och det befaras att åskblixtar startat en brand ombord som förstört fartyget.